# Ann Nelson
Pour les articles homonymes, voir Nelson.
Ann Elizabeth Nelson (née le 29 avril 1958 et morte le 4 août 2019 dans les Alpine Lakes Wilderness) est une physicienne américaine, spécialisée en physique des particules, à l'université de Washington.
Elle reçoit le prix Sakurai, un des plus prestigieux prix de physique, en 2018.

## Biographie
Diplômée de l'université Stanford en 1980, Ann Nelson obtient son doctorat à l'université Harvard en 1984 sous la supervision de Howard Georgi,.
Elle meurt lors d'une randonnée en montagne dans les Alpine Lakes Wilderness.